# Oryzaephilus abeillei
Oryzaephilus abeillei là một loài bọ cánh cứng trong họ Silvanidae. Loài này được Guillebeau miêu tả khoa học năm 1890.